# Renato Levy
Renato Levy (* 29. September 1977 in Frankfurt am Main) ist ein ehemaliger deutscher Fußballspieler. Er spielte u. a. für Eintracht Frankfurt in der 2. Bundesliga und für den FC Solothurn in der Schweizer 2. Liga.

## Leben und Karriere
Levy begann mit dem Fußballspielen beim SV Viktoria Preußen 07 Frankfurt. 1991 wechselte er zu Kickers Offenbach und 1993 als A-Jugendlicher zum FSV Frankfurt. Dort kam er in der Saison 1995/96 zu ersten Einsätzen in der Regionalliga Süd und spielte am 26. August 1995 erstmals im DFB-Pokal gegen den FC Carl Zeiss Jena. 
Zur Saison 1997/98 wechselte er gemeinsam mit Sascha Amstätter zu Eintracht Frankfurt in die 2. Bundesliga. Für die erste Mannschaft der Eintracht debütierte er am 20. Oktober 1997 gegen den KFC Uerdingen in der 2. Fußball-Bundesliga. Mit insgesamt 6 Liga-Spielen trug er zum Aufstieg in die Fußball-Bundesliga bei, konnte sich aber nicht bei den Profis etablieren und ging nach nur einer Saison zurück zum FSV Frankfurt in die Regionalliga Süd. 
Im Sommer 2000 wechselte er in die Schweiz. Dort spielte er für zwei Jahre beim FC Grenchen (1. Liga) sowie ab 2002 beim FC Solothurn (2. Liga). Es folgten ab Januar 2004 weitere Stationen in Hessen, u. a. bei der TSG Wörsdorf sowie erneut beim FSV Frankfurt, der in der Saison 2004/05 in der damals viertklassigen Oberliga Hessen spielte. Seine letzte Station im höherklassigen Fußball hatte er beim FSV 1926 Fernwald. Es folgten noch einige unterklassige Spiele; zuletzt half er noch einmal bei seinem Heimatverein Viktoria Preußen Frankfurt aus.